# Lorenzo Binago

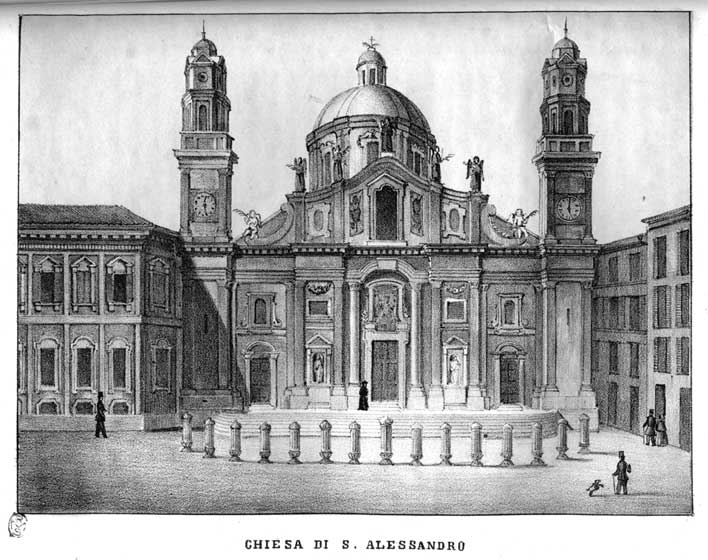
Sant'Alessandro a metà Ottocento.

Lorenzo Binago, o Binaghi, conosciuto anche con il cognome di Biffi (Milano, 1554 – Milano, 1629), è stato un architetto italiano, importante innovatore nel periodo di transizione tra il tardo Manierismo ed il primo Barocco milanese.

## Biografia
Figlio di Francesco, negoziante di panni di lana, Binago appartenne all'ordine dei Barnabiti, nel 1579 si trasferì a Cremona, dove soggiornò fino al 1593 e esordì per la chiesa di San Vincenzo a Cremona, occupandosi soprattutto di restauro. Dopo di che seguì lavorò per la costruzione della chiesa di San Paolo a Casale che anticipò nelle sue caratteristiche la chiesa di Sant'Alessandro.
Successivamente si attivò a Zagarolo, vicino a Roma, per la chiesa della Santissima Annunziata.
La sua notorietà è legata alla Chiesa di Sant'Alessandro in Zebedia, considerata una delle costruzioni più suggestive dell'architettura lombarda. I lavori iniziarono nel 1602 sulle ceneri di una vecchia chiesa e seguirono il progetto ideato da padre Lorenzo Binago.
L'architetto barnabita si ispirò ai modelli Bramanteschi-michelangioleschi utilizzati per la Basilica di San Pietro a Roma, infatti la struttura centrale è formata da una croce greca inserita in un quadrato su cui emerge una cupola. A tutto il modulo si contrappone un segmento longitudinale portante l'altar maggiore e l'abside.
La costruzione si può definire il primo esempio di Barocco milanese e raggiunse livelli di originalità grazie all'utilizzo di colonne staccate dalla muratura e reggenti i grandi archi su cui poggia la cupola, e all'introduzione di campanili sulla facciata.
I lavori, alla morte di Binago, furono proseguiti da Francesco Maria Richini, mentre per la cripta sottostante il coro e per la parte superiore della facciata si dovette attendere la metà del Settecento.
Lorenzo Binago fu chiamato a Novara nel 1607 dal vescovo Carlo Bascapè per erigervi la chiesa di San Marco; a Brescia nel 1611 per seguire la fabbrica del Duomo nuovo, che condurrà per alcuni anni. Anche qui propose le due torri-campanile in facciata, ma non verranno mai costruite poiché, essendo già presenti la Torre del Pegol e il campanile del Duomo vecchio, avrebbero dato un aspetto troppo turrito e affollato alla piazza. Realizzò anche varie opere all'interno, fra cui l'altare di fondo della navata sinistra, considerato come l'archetipo dell'altare laterale lombardo e il cui schema sarà per secoli alla base della maggior parte degli altari minori nel Nord Italia.
Tra gli allievi di Binago ci furono l'architetto Francesco Maria Richini e Gian Battista Lantana.